# Wunder gescheh’n (Album)
Wunder gescheh’n ist das erste Soloalbum der deutschen Popsängerin Nena aus dem Jahr 1989.

## Entstehung und Veröffentlichung
Die Erstveröffentlichung von Wunder gescheh’n erfolgte am 5. November 1989 bei Columbia Records. Es setzt sich aus zehn Studioaufnahmen zusammen, die mit Ausnahme von Weißes Schiff von Nena geschrieben wurden. Etwa die Hälfte der Lieder auf dem Album entstanden in Zusammenarbeit mit Jürgen Dehmel, dem Bassisten der Nena-Band.
In den Texten, die sich hauptsächlich mit Abschiednehmen beschäftigen, verarbeitet Nena den Tod ihres 1988 geborenen Sohnes Christopher.

## Titelliste
| #   | Titel                   | Länge |
| --- | ----------------------- | ----- |
| 1.  | Wunder gescheh’n        | 3:42  |
| 2.  | Du bist überall         | 5:08  |
| 3.  | Hero                    | 4:25  |
| 4.  | Schlaflied              | 1:38  |
| 5.  | Weißes Schiff           | 4:19  |
| 6.  | Im Rausch der Liebe     | 3:45  |
| 7.  | La vie, c’est la chance | 3:44  |
| 8.  | Keine Langeweile        | 3:30  |
| 9.  | Steht auf               | 4:01  |
| 10. | Abschied                | 3:38  |

## Rezeption

### Rezensionen
Alan Severa von AllMusic vergab Nenas erstem Soloalbum 3 von 5 Sternen und urteilte: „Recorded using session musicians, the new songs turned out lighter in touch than the usual sound of her previous band, but it fitted the new material well and included a stronger tendency toward folk elements.“ („Aufgenommen mit Sessionmusikern fühlen sich die neuen Lieder leichter an als der übliche Sound ihrer vormaligen Band, wobei das gut zu dem neuen Material passt und eine stärkere Tendenz zu Schlagerelementen beinhaltet.“)

### Chartplatzierungen
| ChartsChartplatzierungen | Höchstplatzierung | Wochen |
| ------------------------ | ----------------- | ------ |
| Deutschland (GfK)        | 23 (25 Wo.)       | 25     |

| ChartsJahrescharts (1990) | Platzierung |
| ------------------------- | ----------- |
| Deutschland (GfK)         | 83          |